# Cyllopoda protmeta
Cyllopoda protmeta är en fjärilsart som beskrevs av Louis Beethoven Prout 1938. Cyllopoda protmeta ingår i släktet Cyllopoda och familjen mätare. Inga underarter finns listade i Catalogue of Life.